# Synlab
Die Synlab-Gruppe (Eigenschreibweise: SYNLAB) mit Sitz in München ist ein Anbieter für humanmedizinische Labordienstleistungen, der 2015 aus dem Zusammenschluss der beiden Labordienstleister Labco und Synlab hervorging. Die Synlab-Gruppe ist in 33 Länder vertreten.

## Tätigkeiten
Das Unternehmen erbringt diagnostische Dienstleistungen in der Humanmedizin (und zu einem kleinen Teil auch in der Tiermedizin).  In den Synlab-Laboren werden jährlich rund 450 Millionen Analysen (zum Beispiel von Blut, Urin, Gewebe) nach rund 5000 verschiedenen Testparametern untersucht. Jedes Jahr kommen zahlreiche neue Parameter hinzu.
Das Unternehmen bietet Labordienstleistungen für Patienten, Mediziner, Krankenhäuser und Tierkliniken an.
Das multidisziplinäre Leistungsspektrum von Synlab umfasst im Bereich der Humanmedizin unter anderem die klinische Chemie, Hämatologie, Gerinnung, Mikrobiologie, Serologie, Immunologie, Genetik, Molekularbiologie, Pathologie, Zytologie, Endokrinologie und die Mutterschaftsvorsorge. Zudem ist das Unternehmen in der veterinärmedizinischen Diagnostik für Nutz- und Haustiere sowie Tiere, die im Bereich Leistungssport eingesetzt werden, tätig. Insgesamt gehören über 400 Labore zum Synlab Hub-and-Spoke-Labornetzwerk. Das Netzwerk umfasst unter anderem zwei europäische Referenzlabore in der Nähe von Stuttgart und in der Nähe von Barcelona sowie 31 Zentrallabore, die jeweils spezialisiert sind und auch Tests für andere Labore des Netzwerks ausführen. Den Großteil des Netzwerks bilden regionale und Notfalllabore.
Im Rahmen der COVID-19-Pandemie erhielt Synlab ab August 2020 einen Auftrag von UEFA, um Spieler, Offizielle und Schiedsrichter zu testen. Synlab wurde dafür zum „UEFA Laboratory Diagnostics Provider 2020/2021“ ernannt. Dieser Auftrag ist von Bedeutung, weil Synlab als einziges Laborunternehmen in Europa in mehr als 30 Ländern aktiv ist und daher einen solchen länderübergreifenden Großauftrag erst erfüllen kann.

## Geschäftsleitung
Vorstandsvorsitzender (CEO) der Synlab-Gruppe ist Mathieu Floreani, der 2018 von DHL zu Synlab wechselte. Der bisherige CEO und Gründer des deutschen Synlab-Zweigs, Bartl Wimmer, zog sich Ende März 2018 von dieser Position zurück und sitzt nun im Aufsichtsrat. Neben Mathieu Floreani ist Sami Badarani als CFO Mitglied des Vorstands.

## Geschichte
Gemeinsam mit seinen Partnern gründete Bartl Wimmer 1998 Synlab in Augsburg als „Vereinigung freier Laborärzte“. 2010 übernahm Synlab Futurelab und Fleming Labs und legte damit den Grundstein für zahlreiche weitere Akquisitionen. Im Oktober 2015 wurde Synlab von dem Private-Equity-Unternehmen Cinven gekauft.
Der französische Labordienstleister Labco wurde 2004 von einer Gruppe französischer Biologen gegründet und umfasste zu diesem Zeitpunkt neun Labore. 2007 übernahm Labco das Unternehmen General Lab in Spanien und Portugal. In den darauffolgenden Jahren übernahm Labco weitere Labore und wurde in der Folge vom Private-Equity-Unternehmen BC Partners übernommen.
Im August 2015 wiederum übernahm das Cinven Labco. Nachdem Cinven den Mehrheitsanteil an Synlab erworben hatte, wurde beide Unternehmen zur Synlab-Gruppe fusioniert.
So agieren seit Ende 2015 beide Unternehmen gemeinsam unter dem Namen Synlab-Gruppe. Synlab wuchs in der Folge stark durch Übernahme von weiteren Laborfirmen.
Im Dezember 2016 erwarb die dänische Pharmagruppe Novo Holdings einen Anteil von über zehn Prozent an Synlab, der 2017 auf ungefähr 20 Prozent erhöht wurde.
Anfang April 2021 gab Synlab eine mögliche Börseneinführung (IPO) an.
Erster Handelstag war der 30. April 2021; durch den IPO wurden insgesamt 772 Millionen Euros platziert, davon 400 Millionen Euro neue Aktien aus einer Kapitalerhöhung, die dem Unternehmen zugutekommt. Synlab will mit dem Geld einen Teil seiner knapp zwei Milliarden Euro Schulden tilgen, hat aber auch für weitere Zukäufe 200 Millionen Euro im Jahr reserviert. Nach dem IPO betrug der Streubesitz über die Börse 19 %. Während der COVID-19-Pandemie in Deutschland erzielte das Unternehmen ein Umsatzplus von 64 %. Am 27. Juni 2023 gab das Unternehmen bekannt, dass es sich von seinen Aktivitäten in der Schweiz trennt und an den Wettbewerber Sonic Healthcare verkauft, um seine Verschuldung zu senken.